# The Centrale
138 East 50th Street, oficialmente llamado The Centrale, es un edificio residencial en Midtown Manhattan, Nueva York.  El edificio consta de 124 apartamentos y 700 metros cuadrados de superficie comercial en la planta baja entre Third Avenue y Lexington Avenue en Midtown East.  Los desarrolladores planearon vender los condominios por un total de 535,7 millones de dólares, con un promedio de 4,3 millones por unidad.

## Historia
En enero de 2021 la empresa Extell Development Company  compró la parcela por 61 millones de dólares y se la vendió a Ceruzzi Properties en agosto de 2014. Los planos iniciales presentados en junio de 2014 decían que el edificio sería un hotel de 764 habitaciones de 52 pisos, 502 pies (153 m) diseñado por SLCE Architects. Sin embargo, en septiembre de 2015 se mostró que la torre tendría 64 pisos y 803 pies (244,8 m) y sería un condominio residencial. En 2015, los promotores obtuvieron un préstamo de 65 millones de dólares.
La construcción comenzó a mediados de 2016 y fue coronado en noviembre de 2017. En agosto de 2017, los desarrolladores recibieron un préstamo de construcción de 300 millones de dólares de Madison Realty Capital. El edificio fue completado a principios de 2019.